# Type 15 (lớp khinh hạm)
Tàu frigate Kiểu 15 là một lớp tàu frigate chống tàu ngầm của Hải quân Hoàng gia Anh Quốc. Chúng được cải biến dựa trên lườn của các tàu khu trục thời Chiến tranh Thế giới thứ hai được chế tạo theo tiêu chuẩn thiết kế "tiện ích" của Chương trình Khẩn cấp Chiến tranh.

## Lịch sử
Đến năm 1945, những tàu khu trục "tiện ích" thời chiến tranh đã trở nên lạc hậu do kích thước tương đối nhỏ và sự phát triển nhanh chóng kỹ thuật vũ khí. Việc chế tạo trong tương lai sẽ dựa trên những con tàu lớn hơn chưa từng có, như lớp Battle và lớp Daring. Sự tiến bộ nhanh chóng về kỹ thuật của tàu ngầm U-boat Đức Quốc xã, như Kiểu XXI với tốc độ 17 hải lý trên giờ (31 km/h) và Kiểu XXVI với tốc độ 19 hải lý trên giờ (35 km/h) khiến thậm chí một số tàu hộ tống hiện đại nhất của Hải quân Hoàng gia cũng không theo kịp. Kỹ thuật này được Hải quân Liên Xô đưa vào sản xuất dưới dạng lớp tàu ngầm Whiskey. Vì vậy Hải quân Hoàng gia bắt đầu thiết kế và chế tạo những tàu frigate nhanh chống tàu ngầm thuộc thiết kế Kiểu 12 và Kiểu 14 để đối phó với mối đe dọa này. Tuy nhiên, phải mất một thời gian trước khi những con tàu này có thể đưa vào hoạt động; và những hạn chế về ngân sách làm giới hạn số lượng lườn tàu có thể được chế tạo.
Giải pháp cho vấn đề nằm ở 47 tàu khu trục Chương trình Khẩn cấp Chiến tranh đang tiếp tục phục vụ cùng Hải quân Hoàng gia, phần lớn trong số đó chỉ mới vài năm tuổi và ít hoạt động tích cực trong chiến tranh. Do đó, kế hoạch được vạch ra nhằm cải biến những con tàu này thành những tàu frigate nhanh chống tàu ngầm, tích hợp càng nhiều càng tốt những kinh nghiệm có được trong chiến tranh. Cuối cùng, 23 trong số các tàu khu trục tiện ích này được cải biến toàn bộ thành tàu frigate chống tàu ngầm hàng đầu Kiểu 15, và thêm mười chiếc khác được cải biến giới hạn, và được đặt tên Tàu frigate Kiểu 16.
Hải quân Hoa Kỳ cũng nối gót thực hiện việc nâng cấp tương tự vào giai đoạn 1960-1965 với Chương trình Hồi sinh và Hiện đại hóa Hạm đội (FRAM: Fleet Rehabilitation and Modernization), khi những tàu khu trục các lớp Fletcher, Sumner và Gearing được nâng cấp dần dần, trong khi chờ đợi sự ra đời của các lớp tàu frigate Knox và lớp tàu khu trục Spruance mới vào năm 1969.

## Cải biến
Trước khi việc cải biến bắt đầu, mọi cấu trúc thượng tầng, vũ khí, cột ăn-ten và thiết bị được tháo dỡ và hệ thống động lực được đại tu. Sàn phía trước được mở rộng về phía sau, chỉ để lại một sàn sau nhỏ, cải thiện đánh kể chỗ nghỉ ngơi, một điểm thiếu sót và chất lượng kém vốn là nguồn gốc của những vấn đề dai dẵng do thủy thủ đoàn đông trong thời chiến. Một cấu trúc thượng tầng mới một tầng bao gồm cầu tàu bao bọc hoàn toàn kín (một điểm mới trên một tàu hộ tống Anh), phòng tác chiến và phòng sonar được bổ sung chiếm toàn bộ chiều ngang lườn tàu phía trước ống khói. Cách bố trí cấu trúc thượng tầng mới cho phép thủy thủ đoàn chiến đấu cùng con tàu mà không trực tiếp bộc lộ ra cùng thiết bị, có tầm quan trọng lớn trong thời đại vũ khí hạt nhân. Các cột ăn-ten dạng lưới được sử dụng để mang một loạt radar, HF/DF và thiết bị liên lạc giờ đây rất cần thiết cho một tàu hộ tống hải quân. Troubridge, Ulster và Zest được trang bị một cầu tàu được thiết kế mới, vốn sẽ được áp dụng cho mọi tàu frigate Anh sau này cho đến khi lớp Leander ra đời. Kiểu cầu tàu này có các mặt góc và cửa sổ nghiêng cho phép quan sát chung quanh dễ dàng và giảm thiểu sự phản chiếu từ bên trong vào ban đêm.